# Austroglanis sclateri
Austroglanis sclateri es una especie de pez de la familia Austroglanididae en el orden de los Siluriformes.

## Morfología
• Los machos pueden llegar alcanzar los 30 cm de longitud total.

## Alimentación
Come invertebrados, especialmente insectos. Los ejemplares más grandes también comen peces.

## Hábitat
Es un pez de agua dulce y de clima subtropical.

## Distribución geográfica
Se encuentran en Sudáfrica (ríos  Orange y Vaal), Lesoto y Namibia.